# Mötlas
Mötlas ist ein Ort im Mühlviertel in Oberösterreich, und Ortschaft der Gemeinde Unterweißenbach im Bezirk Freistadt. Die ehemalige Gemeinde wurde auf Unterweißenbach und Königswiesen aufgeteilt, sodass die Katastralgemeinde Mötlas zu Königswiesen gehört.

## Geographie

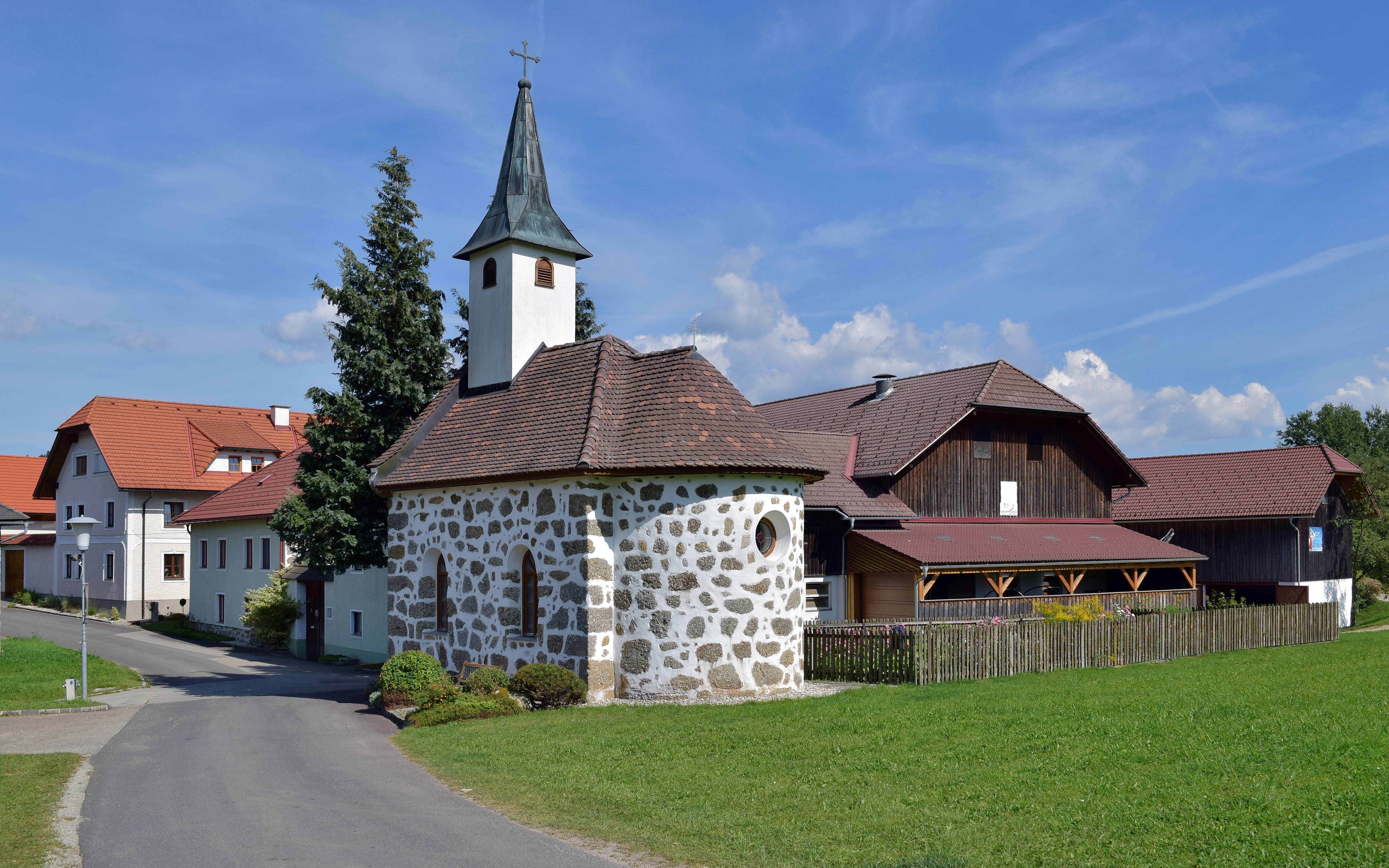
Marienkapelle in Mötlas

Das Dorf Mötlas liegt 4 km westlich von Königswiesen, etwa 35 km westlich von Linz, unweit der niederösterreichischen Grenze, am Riedl zwischen Großer Naarn (im Osten) und Kleiner Naarn (im Westen),
auf etwa 720 m ü. A., beim Ebenlussberg (752 m ü. A.).
Es hat etwa 35 Gebäude mit um die 160 Einwohnern.
Die Katastralgemeinde Mötlas erstreckt sich südöstlich des Dorfes über knapp 6 km hangabwärts in das Tal der Großen Naarn und die Königswiesener Straße B 124, und noch darüber hinaus bis um den Hindberg (802 m ü. A.). Dazu gehören die Ortschaften Mötlasberg und Kastendorf, sowie Mayrhof und Salchenedt hinter der Naarn (alle jeweils zerstreute Häuser), mit zahlreichen Einzellagen. Die Katastralgemeinde umfasst etwa 1120 Hektar.

### Nachbarortschaften und -katastralgemeinden
| Unterweissenbach(KG) Neumühl (Ortsch., Gem. Unterweißenbach) | Hinterberg (Ortsch., Gem. Unterweißenbach)  | Haid (KG, Gem. Königswiesen)                                                              |
|                                                              | Kompassrose, die auf Nachbargemeinden zeigt | Königswiesen (KG)                                                                         |
| Oberhofstetten (Ortsch. u. KG, Gem. Pierbach)                | Mönchdorf (KG, Gem. Königswiesen)           | Mötlasberg (Ortsch., Gem. Unterweißenbach u. Königswiesen)Paroxedt(KG, Gem. Königswiesen) |

## Geschichte
Das früheste Schriftzeugnis ist von 1433 und lautet „dacz dem Öttleins“. Es ist dies der Genitiv zum althochdeutschen Männernamen Otili. Das M ist durch falsche Silbentrennung an den Ortsnamen gezogen worden.
Mötlas, das zum Landgericht Königswiesen (alte Wallseer Besitzung, Burgfried Königswiesen) gehörte, wurde 1850 als eigenständige Steuergemeinde dem Gerichtsbezirk Unterweißenbach zugeteilt. 1948 wurde es nach Unterweißenbach und Königswiesen eingemeindet.
Durch die Aufhebung des Gerichtsbezirks Unterweißenbach 2003 gehört heute der Ort zum Gerichtsbezirk Freistadt, die Katastralgemeinde aber zum Gerichtsbezirk Perg.
Die Freiwillige Feuerwehr Mötlas wurde schon 1912 gegründet.